# Trimurti (film, 1995)
Pour le concept de la religion hindoue, voir Trimūrti.

Trimurti est un film indien réalisé par Mukul Anand, sorti le 22 décembre 1995. Les rôles principaux sont tenus par Shahrukh Khan, Jackie Shroff et Anil Kapoor. La Trimurti est un concept de la religion hindoue.

## Synopsis
Satyadevi Singh est inspecteur police ; elle a deux garçons Shakti et Anand et attend un troisième enfant. Elle combat un despote local, Khokha, qui n’hésite pas à faire tuer un policier et à accuser Satyadevi de ce meurtre. Elle est condamnée à 20 ans de prison où elle donne naissance à son troisième fils, Romi. 
Mais un astrologue prédit à Khokha que la Trimurti, les trois fils de Satyadevi, causera sa mort.
Après le décès de leur père les trois frères sont confiés à leur oncle maternel qui leur cache l'emprisonnement de leur mère, prétendant qu'elle est morte. Les aînés prennent en charge l'éducation du plus jeune, mais tandis que Shakti est honnête et travailleur, Anand prend des voies peu scrupuleuses pour s’enrichir. Chassé par Shakti qui veut préserver Romi, Anand entre dans un gang. Shakti, quant à lui, reste fidèle aux principes de droiture morale que lui a inculqués sa mère et multiplie les petits boulots pour s’en sortir. 
Dix-huit ans plus tard, alors que Shakti n'est toujours qu'un modeste camionneur travaillant pour l’armée, Romi rentre au village après avoir terminé ses études. C’est un garçon insouciant, gai, très romantique et amoureux depuis l’enfance de Radha qu'il désire épouser. La riche famille de la jeune fille rejette cette union et humilie Shakti qui demande à son jeune frère de renoncer à son amour. Romi refuse et, décidé à tout pour devenir quelqu’un, tombe entre les mains de Khokha qui lui confie une mission dangereuse, espérant ainsi s'en débarrasser. Mais il est sauvé par Anand. Les deux hommes sympathisent et alors qu’ils sont de passage dans leur village natal, Anand comprend que Romi est son jeune frère. Il l'aide à conquérir la famille de Rhada qui, impressionnée par le changement de statut de Romi, accepte le mariage. Il tente également de renouer avec Shakti, mais en vain. 
Après 18 ans d’enfermement Satyadevi sort de prison et Khokha décide la faire disparaître définitivement. Mais, comprenant enfin que leur mère est vivante et le danger qui la menace, les trois frères s'allient pour la sauver. Dans un ultime affrontement, la Trimurti tue Khokha, réalisant ainsi la prédiction de l'astrologue.

## Fiche technique
- Titre : Trimurti
- Titre hindi : त्रीमूरती
- Réalisateur : Mukul Anand
- Directeur de la photographie : Ashok Mehta
- Compositeurs : Laxmikant Shantaram Kudalkar et Pyarelal Ramprasad Sharma
- Pays : Inde
- Langue : hindi
- Année : 1995
- Durée : 188 min
- Genre : comédie dramatique

## Distribution
- Anil Kapoor : Anand Singh
- Shahrukh Khan : Romi Singh
- Jackie Shroff : Shakti Singh
- Priya Tendulkar : Satyadevi Singh
- Mohan Agashe : Khokha
- Anjali Jatthar : Radha Choudhury

## Musique
Le film comporte six chansons composées par Laxmikant-Pyarelal, écrites par Anand Bakshi et chorégraphiées par Saroj Khan :
1. Bol Bol Bol interprétée par Sudesh Bhosle, Udit Narayan et Ila Arun
2. E-Ri-Sakhi interprétée par Kavita Krishnamurthy
3. Mata Mata interprétée par Vinod Rathod et Alka Yagnik
4. Mujhe Pyar Karo interprétée par Vinod Rathod, Alka Yagnik et Manhar Udhas
5. Sadiyan Saal interprétée par Udit Narayan et Alka Yagnik
6. Very Good Very Bad (Duniya Re Duniya) interprétée par Udit Narayan et Vinod Rathod

## Récompenses
Star Screen Awards (1996) : Prix de la meilleure photographie à Ashok Mehta